# 中华人民共和国国务院 (第十届全国人大期间)
中华人民共和国第十届国务院指与中华人民共和国第十届全国人民代表大会（2003年3月至2008年3月）同期的一届中华人民共和国国务院（即中央人民政府），由时任国务院总理的温家宝（同时为中共第十六届中央政治局常委）负责。

## 组成人员

### 常务会议组成人员
- 总理：温家宝
- 副总理：黄菊、吴仪（女）、曾培炎、回良玉（回族）
- 国务委员：周永康、曹刚川、唐家璇、华建敏、陈至立（女）
- 秘书长：华建敏（兼任）

### 组成部门负责人
下面根据第十届全国人民代表大会第一次会议批准的《国务院机构改革方案》的国务院组成部门名单，按其排名列出第十一届全国人民代表大会（2003年3月至2008年3月）期间中华人民共和国国务院各组成部门；同时，列出它们的现任负责人（各部部长、各委员会主任、中国人民银行行长、审计署审计长），并注明本届国务院组成部门负责人的变动情况。
1. 中华人民共和国外交部　　                  部长：李肇星 → 杨洁篪
2. 中华人民共和国国防部　　                  部长：曹刚川（国务委员兼）
3. 中华人民共和国国家发展和改革委员会　　    主任：马凯
4. 中华人民共和国教育部　　                  部长：周济
5. 中华人民共和国科学技术部　　              部长：徐冠华
6. 中华人民共和国国防科学技术工业委员会      主任：张云川 → 张庆伟
7. 中华人民共和国国家民族事务委员会　　      主任：李德洙（朝鲜族）
8. 中华人民共和国公安部　　                  部长：周永康（国务委员兼） → 孟建柱
9. 中华人民共和国国家安全部　　              部长：许永跃 → 耿惠昌
10. 中华人民共和国监察部　　                  部长：李至伦 → 马馼（女）（均为中共中央纪委副书记）
（监察部属于国务院序列，但其机关与中国共产党中央纪律检查委员会的机关合署办公，编制列入中共中央直属机构。）
11. 中华人民共和国民政部　　                  部长：李学举
12. 中华人民共和国司法部　　                  部长：张福森 → 吴爱英（女）
13. 中华人民共和国财政部　　                  部长：金人庆 → 谢旭人
14. 中华人民共和国人事部　              　    部长：张柏林 → 尹蔚民
15. 中华人民共和国劳动和社会保障部       　    部长：郑斯林 → 田成平
16. 中华人民共和国国土资源部　　              部长：田凤山 → 孙文盛 → 徐绍史
17. 中华人民共和国建设部　　                 部长：汪光焘
18. 中华人民共和国交通部　　                  部长：张春贤 → 李盛霖
19. 中华人民共和国铁道部　　                  部长：刘志军
20. 中华人民共和国信息产业部　　               部长：王旭东
21. 中华人民共和国水利部　　                  部长：汪恕诚 → 陈雷
22. 中华人民共和国农业部　　                  部长：杜青林 → 孙政才
23. 中华人民共和国商务部　　                  部长：吕福源 → 薄熙来 → 陈德铭
24. 中华人民共和国文化部　　                  部长：孙家正
25. 中华人民共和国卫生部　　                  部长：張文康 → 吴仪（女，副总理兼） → 高强 → 陈竺（无党派）
26. 中华人民共和国国家人口和计划生育委员会　　主任：张维庆
27. 中国人民银行　　                          行长：周小川
28. 中华人民共和国审计署　　                审计长：李金华

## 历史

### 产生
- 2003年3月，第十届全国人民代表大会第一次会议决定批准第十届国务院组成人员人选。

### 人事变动
国务院副总理
- 2007年6月2日，时任中共中央政治局常委、排名第一的副总理黄菊病故。黄菊病重期间及逝世后，原排名第二的副总理吴仪接管其工作。

组成部门负责人
1. 2003年4月26日，中华人民共和国主席胡锦涛根据第十届全国人民代表大会常务委员会第二次会议同日表决通过的决定，签署第三号主席令，免去张文康的卫生部部长职务，任命吴仪（时任国务院副总理）兼任卫生部部长[1]。2003年10月，中共中央委员会委员张文康，出任中国宋庆龄基金会副主席；2008年3月，当选第十一届全国政协常务委员。
2. 2003年10月28日，中华人民共和国主席胡锦涛根据第十届全国人民代表大会常务委员会第五次会议同日表决通过的决定，签署第十号主席令，免去田凤山的国土资源部部长职务，任命孙文盛（时任国土资源部副部长、党组副书记）为国土资源部部长。田凤山因涉嫌严重违纪被立案调查。2005年12月27日，田凤山因犯受贿罪，被北京市第二中级人民法院判处无期徒刑，剥夺政治权利终身。
3. 2004年2月29日，中华人民共和国主席胡锦涛根据第十届全国人民代表大会常务委员会第七次会议同日表决通过的决定，签署第十四号主席令，免去吕福源的商务部部长职务，任命薄熙来（时任辽宁省省长）为商务部部长。2004年5月18日，吕福源因病在北京逝世，享年59岁。
4. 2005年4月27日，中华人民共和国主席胡锦涛根据第十届全国人民代表大会常务委员会第十五次会议同日表决通过的决定，签署第三十六号主席令，免去吴仪兼任的卫生部部长职务，任命高强（时任卫生部党组书记）为卫生部部长。
5. 2005年7月1日，中华人民共和国主席胡锦涛根据第十届全国人民代表大会常务委员会第十六次会议同日表决通过的决定，签署第三十七号主席令，免去张福森的司法部部长职务，任命吴爱英（女）（时任司法部常务副部长）为司法部部长；免去郑斯林的劳动和社会保障部部长职务，任命田成平（时任劳动和社会保障部党组书记）为劳动和社会保障部部长。张福森、郑斯林适龄退休。
6. 2005年12月29日，中华人民共和国主席胡锦涛根据第十届全国人民代表大会常务委员会第十九次会议同日表决通过的决定，签署第四十八号主席令，免去张春贤的交通部部长职务，任命李盛霖（时任交通部党组书记）为交通运输部部长。2005年12月，中共中央任命张春贤为中共湖南省委书记，省军区党委第一书记。
7. 2006年12月29日，中华人民共和国主席胡锦涛根据第十届全国人民代表大会常务委员会第二十五次会议同日表决通过的决定，签署第六十一号主席令，免去杜青林的农业部部长职务，任命孙政才（时任农业部党组书记）为农业部部长。2006年12月，中共中央任命杜青林为中共四川省委书记，省军区党委第一书记。
8. 2007年4月27日，中华人民共和国主席胡锦涛根据第十届全国人民代表大会常务委员会第二十七次会议同日表决通过的决定，签署第六十四号主席令，免去李肇星的外交部部长职务，任命杨洁篪（时任外交部常务副部长、党委副书记）为外交部部长；免去徐冠华的科学技术部部长职务，任命万钢（时任致公党中央副主席、同济大学校长）为科学技术部部长；免去孙文盛的国土资源部部长职务，任命徐绍史（时任国务院副秘书长）为国土资源部部长；免去汪恕诚的水利部部长职务，任命陈雷（时任水利部党组书记）为水利部部长。
9. 2007年10月28日，中华人民共和国主席胡锦涛根据第十届全国人民代表大会常务委员会第三十次会议同日表决通过的决定，签署第七十八号主席令，免去周永康兼任的公安部部长职务，任命孟建柱（时任公安部党组书记）为公安部部长。

### 引用
1. ↑  .   [2014-05-25]. （原始内容存档于2008-05-17）.